# 龙淌河
龙淌河，又称龙潭河，位于中国云南省东北部，是西江南盘江段左岸支流，发源于富源县墨红镇营盘山西南麓，向西南流经曲靖市麒麟区茨营镇，至越州镇西入南盘江。全长32公里，落差450米，流域面积376.8平方公里，多年平均年径流量1.63亿立方米。